# Паннет, Реджинальд
Ре́джинальд Кра́нделл Па́ннет (англ. Reginald Crundall Punnett; 20 июня 1875, Тонбридж, Кент — 3 января 1967, Bilbrook Lodge, Сомерсет) — английский биолог, один из основоположников генетики. Паннет  был автором таблицы сочетания родительских аллелей («решётки Паннета»), впервые опубликованной им в соавторстве с Уильямом Бейтсоном.

## Биография
Реджинальд Паннет родился в 1875 году в семье Джорджа Паннета и Эмили Кранделл. Образование получил в Бристоле в Clifton School. В 1895—1898 годах проходил обучение в кембриджском колледже Гонвиля и Кайуса. Паннет начал с изучения медицины, но на третьем году обучения переключился на естественные науки, в особенности зоологию. После выпуска около года пробыл за границей — на Зоологической станции в Неаполе, позже в Гейдельбергском университете. В это время Паннет начал исследования морфологии немертин, которые продолжал до конца 1900-х годов. С сентября 1899 по октябрь 1901 года занимал должность демонстратора на кафедре естественной истории Сент-Эндрюсского университета (Шотландия).
В 1901 году Паннет вступил в товарищество Колледжа Гонвиля и Кайуса и занял должность университетского демонстратора-анатома (англ. Demonstrator in Anatomy). В начале 1904 года Паннет начал сотрудничать с Уильямом Бейтсоном. В том же году стал Бальфуровским стипендиатом (стипендия учреждена в память о Фрэнсисе Бальфуре, профессоре анатомии животных Кембриджского университета).
Ассистент-зоолог начал демонстрировать студентам переоткрытое им явление сцепленного наследования различных признаков. Вместе со своим учителем Уильямом Бейтсоном он основал в 1910 году журнал «Journal of Genetics». В 1912 году Паннет стал членом Королевского общества. В 1922 году ему была вручена медаль Дарвина. В 1940 году Паннет ушёл на пенсию.

## Сочинения
- Punnett R. C. Lineus. — London: Williams and Norgate, 1901.
- Punnett R. C. Mendelism. — Cambridge: Bowes and Bowes, 1905.
- Punnett R. C. Mimicry in Butterflies. — Cambridge: Cambridge University Press, 1915.